# بوگونام-فولبه

بوگونام-فولبه شهری در شهرستان کونگوسی در استان بام در بورکینافاسوی شمالی است و جمعیت آن ۲۰۵ نفر است.